# Dirk Grabow
Dirk Grabow (* 22. Februar 1971 in Rostock) ist ein deutscher Fußballfunktionär und früherer Fußballspieler.

## Werdegang
Grabow besuchte von 1977 bis 1985 die Polytechnische Oberschule und von 1985 bis 1990 die Kinder- und Jugendsportschule in Rostock, die er mit dem Abitur beendete. Zwischen 1978 und 1989 spielte er als Torwart für den F.C. Hansa Rostock. Vor der Wendesaison in der Oberliga 1989/90 wurde der Schüler in den Oberligakader der Hanseaten aufgenommen, kam für die 1. Mannschaft aber nicht in der höchsten Spielklasse des DDR-Fußballs zum Einsatz. Zum Jahresanfang 1990 wechselte er zusammen mit Torsten Peplow und Bernd Arnholdt zum Lokalrivalen BSG Schiffahrt/Hafen Rostock in die zweitklassige Liga, wurde aber auch hier nicht in Punktspielen eingesetzt.

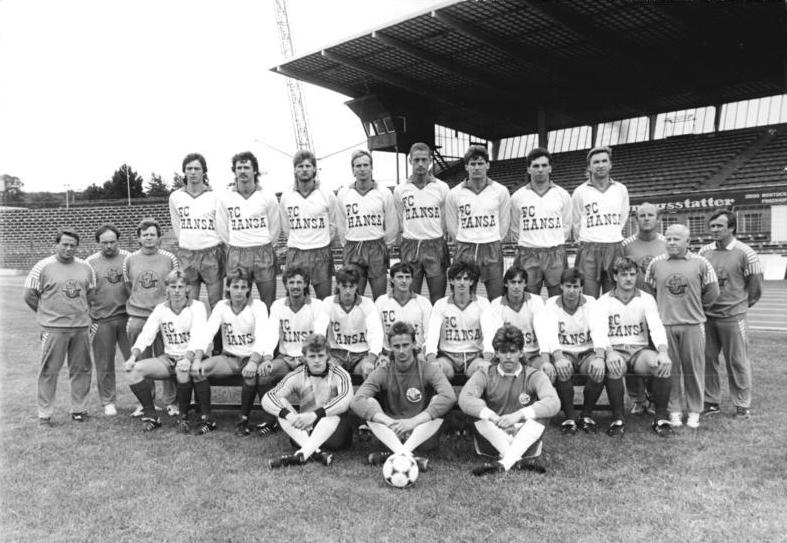
Dirk Grabow (untere Reihe, rechts)
im Team des F.C. Hansa Rostock (1989)

Von 1990 bis 1996 studierte er Wirtschaftsingenieurwesen an der Uni Rostock und erwarb das Diplom. Von 1997 bis 2000 arbeitete Grabow für die F.C. Hansa Fanservice GmbH im Bereich Merchandising, seit 2001 war er Finanzleiter und auch für das Lizenzierungsverfahren des Vereins mitverantwortlich. Am 1. Juli 2006 wurde der damals 35-jährige als Nachfolger von Manfred Wimmer zum bis dahin jüngsten Vorstandsvorsitzenden des F.C. Hansa bestellt. Im ersten Jahr seiner Amtszeit stiegen die Hanseaten in die 1. Bundesliga auf, allerdings 2008 direkt wieder ab. Am 8. März 2010, nachdem Hansa zum zweiten Mal in Folge in den Abstiegskampf der 2. Bundesliga geraten war, gab Grabow den Vorstandsvorsitz nach einer Entscheidung des Aufsichtsrates an Jörg Hempel weiter. Der Klub stieg schließlich im Mai 2010 erstmals in seiner Geschichte in die Drittklassigkeit ab. Grabow blieb noch bis November 2013 als Leiter der Finanzabteilung im Vorstand tätig.